# فرط أمونيا الدم
فرط أمونيا الدم " Hyperammonemia " هو اضطراب التمثيل الغذائي يتميز بوجود فائض الأمونيا في الدم. وهي حالة خطيرة قد تؤدي إلى التهاب الدماغ والموت. قد يكون أولي أو ثانوي.
الأمونيا هو المادة التي تحتوي على النيتروجين. وهو منتج هدم البروتين. يتم تحويلها إلى اليوريا كمادة أقل سمية قبل افرازه في البول عن طريق الكلى. مسارات الأيض حتى تكوين اليوريا تبدأ في الميتوكوندريا ثم تتحرك في العصارة الخلوية. وتعرف بعملية دورة اليوريا، والتي تضم العديد من الإنزيمات التي تعمل في التسلسل.

## الأنواع

### الأساسي مقابل الثانوي
يحدث فرط أمونيا الدم الأساسي من قبل العديد من الأخطاء الوراثية والتي تتميز بانخفاض النشاط في أي من الانزيمات في دورة اليوريا. المثال الأكثر شيوعا هو نقص أورنيثين ناقل الكربامويل، وهو مرض وراثى مرتبط بالكروموسوم X .
يحدث فرط أمونيا الدم الثانوي بحلول أخطاء وراثية تتميز بانخفاض نشاط الانزيمات التي لا تشكل جزءا من دورة اليوريا أو خلل في الخلايا التي تسهم إسهاما كبيرا في عملية التمثيل الغذائي. أمثلة من السابق لاحمضاض الدم البروبيونيك واحمضاض الدم الميثيل، والأمثلة على هذه الأخيرة هي الفشل الكبدي الحاد وتشمع الكبد مع فشل الكبد.

### مكتسب مقابل خلقي
عادة ما تسبب فرط أمونيا الدم الأمراض التي تؤدي إلى إما فشل الكبد الحاد، مثل التهاب الكبد B أو التعرض لمواد مسممه للكبد، أو تليف الكبد مع الفشل الكبدي المزمن. التهاب الكبد المزمن B، التهاب الكبد الوبائي المزمن، والإفراط في استهلاك الكحول من الأسباب الشائعة لتليف الكبد. وتشمل العواقب الفسيولوجية لتليف الكبد سحب من الدم من الكبد إلى الوريد الأجوف السفلي، مما أدى إلى انخفاض ترشيح الدم وإزالة السموم التي تحتوي على النيتروجين عن طريق الكبد، ثم فرط أمونيا الدم.
أما فرط أمونيا الدم الخلقية يرجع عادة إلى عيوب وراثية في أحد إنزيمات دورة اليوريا، مثل نقص أورنيثين ناقل الكربامويل، الأمر الذي يؤدي إلى خفض إنتاج اليوريا من الأمونيا.

### أنواع معينة
على الإنترنت «وراثة مندلية في مان» (OMIM) 311250 - فرط أمونيا الدم بسبب نقص أورنيثين ناقل الكربامويل
أون لاين ' وراثة مندلية في مان " (OMIM) 606762 - متلازمة فرط الأنسولينية فرط أمونيا الدم (الغلوتامات نازعة 1)
الواثة المندلية البشرية عبر الإنترنت (OMIM) 238970 - متلازمة فرط أورنيثين الدم، فرط أمونيا الدم - homocitrullinuria (ترانسلوكاز الأورنيثين)
الواثة المندلية البشرية عبر الإنترنت (OMIM) 237310 - فرط أمونيا الدم بسبب نقص مخلقة N- acetylglutamate
الواثة المندلية البشرية عبر الإنترنت (OMIM) 237300 - فرط أمونيا الدم يرجع إلى الكربامويل الفوسفات عوز مخلقة الأول (الكربامويل فوسفات مخلقة الأول)
الواثة المندلية البشرية عبر الإنترنت (OMIM) 238750 - بيلة ليزينية مع فرط أمونيا الدم
احمضاض الدم الميثيل
احمضاض الدم الإيزوفاليريكي
احمضاض الدم البروبيونيك
الكارنيتين palmitoyltransferase نقص الثاني
فرط أمونيا الدم عابرة من الأطفال حديثي الولادة، وتحديدا في الخدج

### العلاج
العلاج يتركز على الحد من تناول الأمونيا وزيادة إفرازها. تقليل البروتين، وهو مصدر أيض الامونيوم، ويتم توفير السعرات الحرارية من الجلوكوز والدهون. أرجينين في الوريد (نقص argininosuccinase) phenylbutyrate الصوديوم وبنزوات الصوديوم (الأورنيثين نقص ناقلة الكربامويل) وكلاء الصيدلانية التي يشيع استخدامها كعلاج مساعد لعلاج فرط أمونيا الدم في المرضى الذين يعانون من قصور في إنزيمات دورة اليوريا. phenylbutyrate الصوديوم وبنزوات الصوديوم يمكن أن تعمل كبدائل لاليوريا لإفراز النيتروجين. Phenylbutyrate، الذي هو نتاج phenylacetate، تقارن مع الجلوتامين لتشكيل phenylacetylglutamine، التي تفرز عن طريق الكلى. وبالمثل، بنزوات الصوديوم يقلل من محتوى الأمونيا في الدم عن طريق التصريف مع الجلايسين لتكوين حمض هبيوريك، التي تفرز سريعا عن طريق الكلى. وإعداد تحتوي على phenylacetate الصوديوم وبنزوات الصوديوم متوفرة تحت الاسم التجاري Ammonul. تحمض من تجويف الأمعاء باستخدام اكتولوز يمكن أن تقلل مستويات الأمونيا protonating الأمونيا ومحاصرة في البراز. هذا هو علاج لاعتلال الدماغ الكبدي.
علاج فرط أمونيا الدم الشديد (مستويات الأمونيا في الدم أكبر من 1000 مكرومول / L) ينبغي أن يبدأ بغسيل الكلى أولاً إذا لم يكن هناك أي موانع.

### المضاعفات
فرط أمونيا الدم هو واحد من خللا الأيضية التي تساهم في اعتلال الدماغ الكبدي، الذي يمكن أن يسبب تورم الخلايا النجمية وتحفيز NMDA مستقبلات في الدماغ. فرط NMDA مستقبلات يدفع تدمير الخلايا العصبية.